# Nekrolog 1915
Nekrolog
◄◄
| ◄
| 1911
| 1912
| 1913
| 1914
| 1915 | 1916 | 1917 | 1918 | 1919 | ► | ►►
1. Quartal |
2. Quartal |
3. Quartal |
4. Quartal 
Weitere Ereignisse | Allgemeiner Nekrolog 1915
Die Beschreibung der verstorbenen Person sollte so kurz wie möglich gehalten sein und nur deren signifikante Tätigkeit(en) enthalten.
Neue Namen ggf. auch unter dem Geburts- und Sterbedatum, also etwa unter 1. Januar und im Geburts- und Sterbejahr (2024) eintragen (nur bei entsprechender großer Wichtigkeit). Für Beispiele siehe die schon vorhandenen Artikel.
Außerdem über die fünf zuletzt Verstorbenen, zu denen es einen ausreichend guten Artikel für eine Präsentation auf der Hauptseite gibt, nach der todesbedingten Überarbeitung der Artikel ggf. auch unter Wikipedia Diskussion:Hauptseite informieren und sie am besten auch in den anderen Wikipedia-Sprachversionen eintragen. Tipp: Regelmäßig bei news.google.de nach „ist tot“, „gestorben“ oder „verstorben“ suchen.
Wenn eine Person gestorben ist, gibt es viele Seiten zu dieser Person in der Wikipedia, die davon auch betroffen sind und entsprechend aktualisiert werden müssen. Beispiele: Namenübersichtsseite, Geburtsjahr, Geburtsort-Seiten und viele mehr.
Wie finde ich die betroffenen Seiten?
Im Suchfeld auf der linken Seite gibt man den Suchbegriff so ein: „Vorname Nachname“. Dann klickt man auf Volltext und alle Seiten mit entsprechendem Suchtext werden aufgerufen. Hier sieht man dann schnell, wo auch das Todesjahr Sinn macht oder sogar ein Teil des Artikels angepasst werden muss. Auch hilft das „Werkzeug“ auf der linken Seite sehr gut, um solche Seiten aufzufinden: „Links auf diese Seite“. Somit ist die Wikipedia wieder aktuell in allen Bereichen! Hinweis: bei Eintragung der Kategorie „Gestorben JAHR“ wird der Missbrauchsfilter 49 ausgelöst, was jedoch nicht schlimm ist. Siehe: Spezial:Missbrauchsfilter/49
Dies ist eine Liste von im Jahr 1915 verstorbenen bekannten Persönlichkeiten. Die Einträge erfolgen innerhalb der einzelnen Daten alphabetisch sortiert. Tiere sind im Nekrolog für Tiere zu finden.
Die Liste ist nach Quartalen aufgeteilt:
- Nekrolog 1. Quartal 1915: Januar, Februar und März
- Nekrolog 2. Quartal 1915: April, Mai und Juni
- Nekrolog 3. Quartal 1915: Juli, August und September
- Nekrolog 4. Quartal 1915: Oktober, November und Dezember

## Datum unbekannt
| Tag | Name                                | Beruf, bekannt als                                                                               | Alter | Beleg |
| --- | ----------------------------------- | ------------------------------------------------------------------------------------------------ | ----- | ----- |
|     | Louis Marie François Andlauer       | französischer Organist und Komponist                                                             |       |       |
|     | Hermann Behmer                      | deutscher Porträt-, Genre- und Historienmaler                                                    |       |       |
|     | Aghavni-Zabel Binemeciyan           | armenische Schauspielerin                                                                        |       |       |
|     | Charles-Joseph Bouchard             | französischer Pathologe                                                                          |       |       |
|     | Edmond Coignet                      | französischer Bauingenieur                                                                       |       |       |
|     | Nazaret Daghavarian                 | armenischer Arzt, Agronom, osmanischer Parlamentsabgeordneter und Gründer der AGBU               |       |       |
|     | Karl Domizlaff                      | deutscher Versicherungsdirektor und Autor                                                        |       |       |
|     | Eugène Ducretet                     | französischer Erfinder und Industrieller                                                         |       |       |
|     | Eruchan                             | armenischer Schriftsteller                                                                       |       |       |
|     | Julius Franz                        | Architekt in Ägypten                                                                             |       |       |
|     | Fritz Friedmann                     | deutscher Strafverteidiger und Publizist                                                         |       |       |
|     | Matthäus Fuchs                      | deutscher Verwaltungsbeamter                                                                     |       |       |
|     | Henny Geiger-Spiegel                | deutsche Bildhauerin                                                                             |       |       |
|     | Melkon Gürdjian                     | armenischer Schriftsteller, Hochschullehrer und Bürgerrechtsaktivist                             |       |       |
|     | Itosu Ankō                          | japanischer Großmeister des Karate                                                               |       |       |
|     | Urban Janke                         | österreichischer Grafiker und Designer                                                           |       |       |
|     | Nikolai Semjonowitsch Klenowski     | russischer Komponist und Musikpädagoge                                                           |       |       |
|     | Hugo Kolker                         | jüdischer Industrieller und Kunstsammler                                                         |       |       |
|     | Albert Kollmann                     | deutscher Kaufmann und Kunsthändler                                                              |       |       |
|     | Hermann Krumm                       | deutscher Germanist, Autor und Herausgeber                                                       |       |       |
|     | Ferdinand Kugelmann                 | deutscher Kaufmann und Hamburger Mäzen                                                           |       |       |
|     | Levon Larents                       | armenischer Schriftsteller, Übersetzer, Journalist, Redakteur, Romanautor, Dichter und Lehrer    |       |       |
|     | Paul Le Goff                        | französischer Bildhauer                                                                          |       |       |
|     | Eduard Lebiedzki                    | österreichischer Freskenmaler                                                                    |       |       |
|     | Ludwig Leo                          | deutscher Reeder und Kommunalpolitiker                                                           |       |       |
|     | Albert Ludorff                      | deutscher Architekt und Denkmalpfleger                                                           |       |       |
|     | Alexandra Makowskaja                | russischeMalerin                                                                                 |       |       |
|     | Chatschatur Malumian                | armenischer Journalist und politischer Aktivist                                                  |       |       |
|     | Sarkis Minassian                    | armenischer Journalist, Lehrer und politischer Aktivist                                          |       |       |
|     | Kegham Parseghian                   | armenischer Schriftsteller, Kolumnist, Publizist, Lehrer, Redakteur und Journalist               |       |       |
|     | Garabed Paschajan                   | armenischer Arzt und Politiker                                                                   |       |       |
|     | Otto Pasedag                        | deutscher Bauingenieur und Baubeamter                                                            |       |       |
|     | Grazia Pierantoni-Mancini           | italienische Schriftstellerin und Dichterin                                                      |       |       |
|     | Alexander von Prittwitz und Gaffron | russischer Generalmajor                                                                          |       |       |
|     | Guglielmo Pugi                      | florentiner Bildhauer                                                                            |       |       |
|     | Joseph Rackl                        | deutscher Germanist und Lehrer                                                                   |       |       |
|     | Ludwig Ravenstein                   | deutscher Kartograf und Verleger                                                                 |       |       |
|     | Elizabeth Armstrong Reed            | US-amerikanische Orientalistin                                                                   |       |       |
|     | Jizchak Jakob Reines                | orthodoxer Rabbiner, Talmudgelehrter und Mitgründer der Misrachi-Bewegung                        |       |       |
|     | Paul Riewald                        | deutscher Altphilologe                                                                           |       |       |
|     | Titus Rohner                        | Schweizer Politiker                                                                              |       |       |
|     | Jacques Sayabalian                  | armenischer Schriftsteller, Übersetzer                                                           |       |       |
|     | Parsegh Schahbaz                    | osmanisch-armenischer Rechtsanwalt, Journalist, politischer Aktivist und Kolumnist               |       |       |
|     | Harutiun Schahrigian                | armenischer Rechtsanwalt, Schriftsteller und Politiker                                           |       |       |
|     | Eduard Schifferdecker               | deutscher Brauereibesitzer                                                                       |       |       |
|     | Doris Schnittger                    | deutsche Malerin                                                                                 |       |       |
|     | Rupen Sevag                         | armenischer Dichter                                                                              |       |       |
|     | Abraham Shimonaya                   | Bischof der autokephalen ostsyrischen „Kirche des Ostens“ und der Chaldäisch-katholischen Kirche |       |       |
|     | Thadeus von Sievers                 | russischer (deutsch-baltischer) General                                                          |       |       |
|     | Smbat Biurat                        | armenischer Schriftsteller                                                                       |       |       |
|     | Fernando Tarrida del Mármol         | anarchistischer katalanisch-kubanischer Autor                                                    |       |       |
|     | Hagop Terzian                       | armenischer Pharmazeut und Autor im Osmanischen Reich                                            |       |       |
|     | Haig Tiriakian                      | osmanisch-armenischer Verleger und Politiker                                                     |       |       |
|     | Krikor Torosyan                     | armenischer Satiriker, Karikaturist, Schriftsteller, Journalist und Verleger                     |       |       |
|     | Arthur John Newman Tremearne        | britischer Major, Ethnologe und Afrikaforscher                                                   |       |       |
|     | Dikran Tschögürjan                  | armenischer Lehrer, Journalist und Völkermordopfer                                               |       |       |
|     | Vartkes Serengülian                 | armenischer Aktivist und osmanischer Politiker                                                   |       |       |
|     | Rudolf Wilhelm Verheyen             | deutscher Architekt                                                                              |       |       |
|     | Albrecht von Voigts-Rhetz           | deutscher Diplomat und Gesandter in Guatemala (1900–1901) und Belgrad (1903–1909)                |       |       |
|     | Léon Winiarski                      | polnischer Soziologe                                                                             |       |       |
|     | Stephan Witasek                     | Vertreter der Grazer Schule für experimentelle Psychologie                                       |       |       |
|     | Théodore Wüst                       | deutscher Porträt- und Genremaler sowie Illustrator und Kupferstecher                            |       |       |
|     | Herzl Jankl Zam                     | russischer jüdischer Kantonist und Offizier der russischen Armee                                 |       |       |